# Julian Tuwim

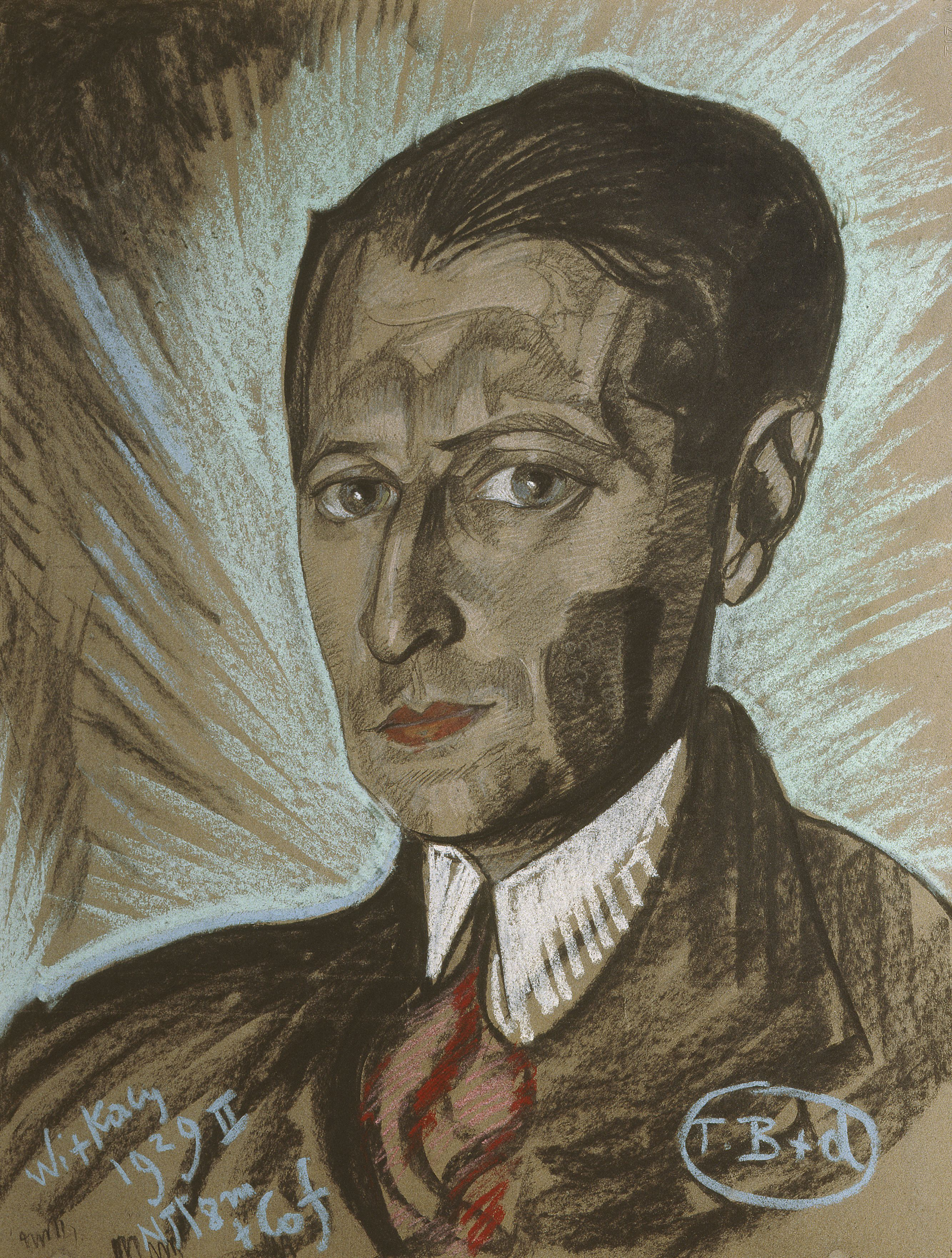
Stanisław Ignacy Witkiewicz, Portret Juliana Tuwima, 1929

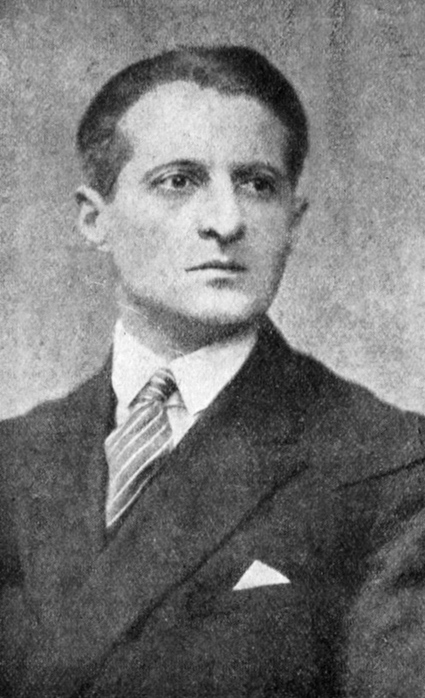
Poeta ok. 1930

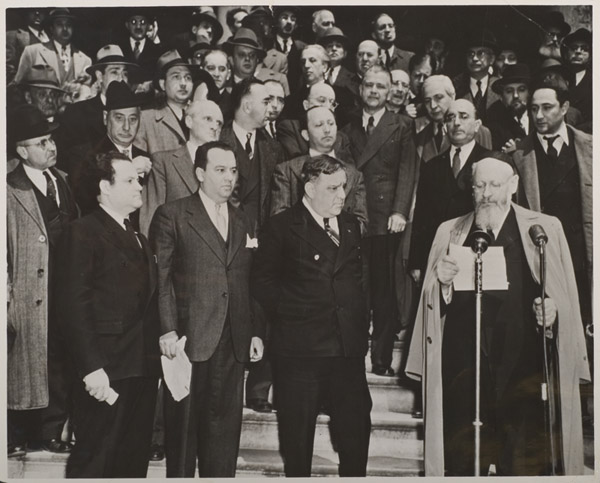
Julian Tuwim (trzeci z lewej w drugim rzędzie) w Nowym Jorku podczas obchodów pierwszej rocznicy powstania w getcie warszawskim, 1944

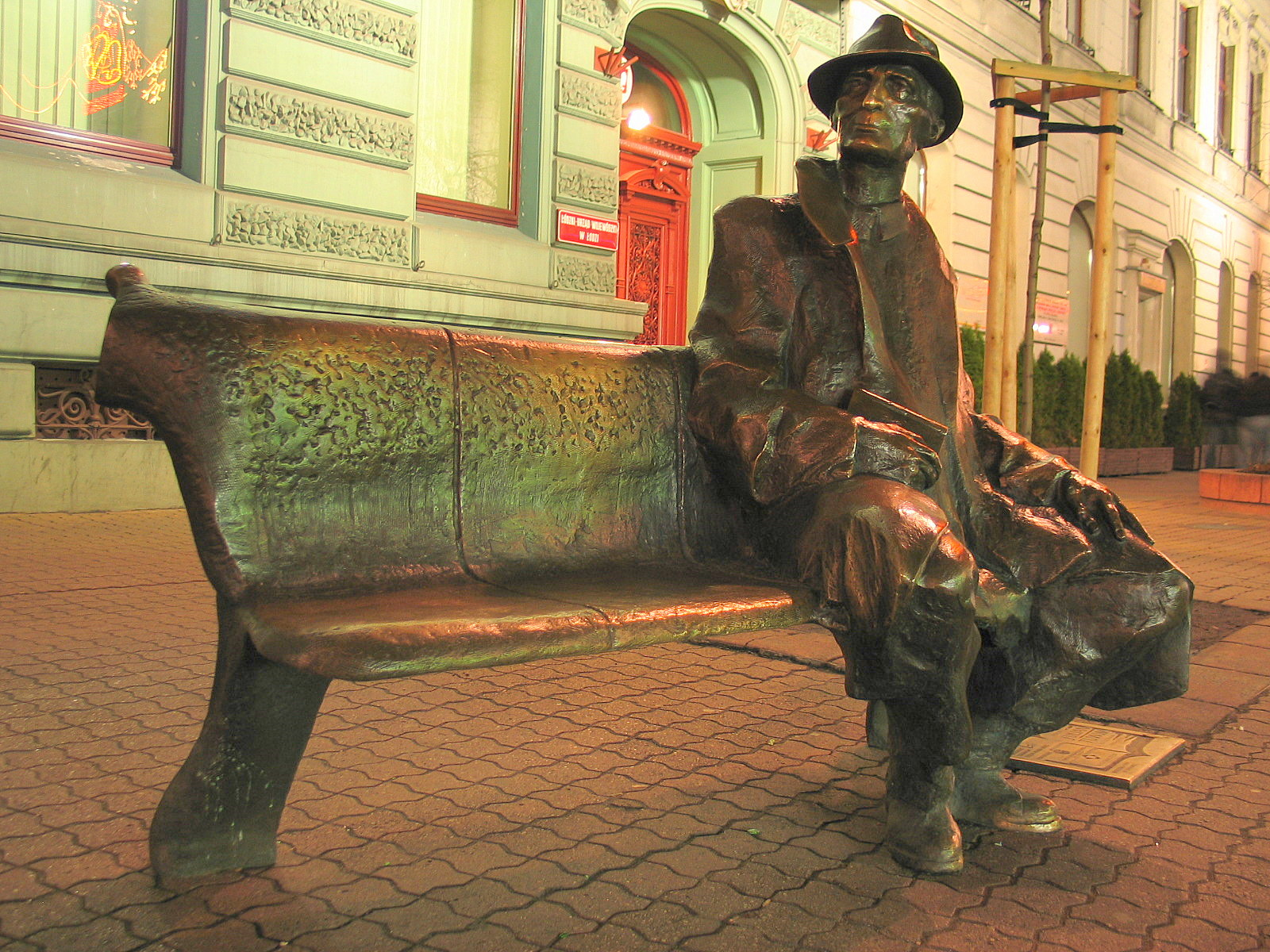
Ławeczka Tuwima w Łodzi

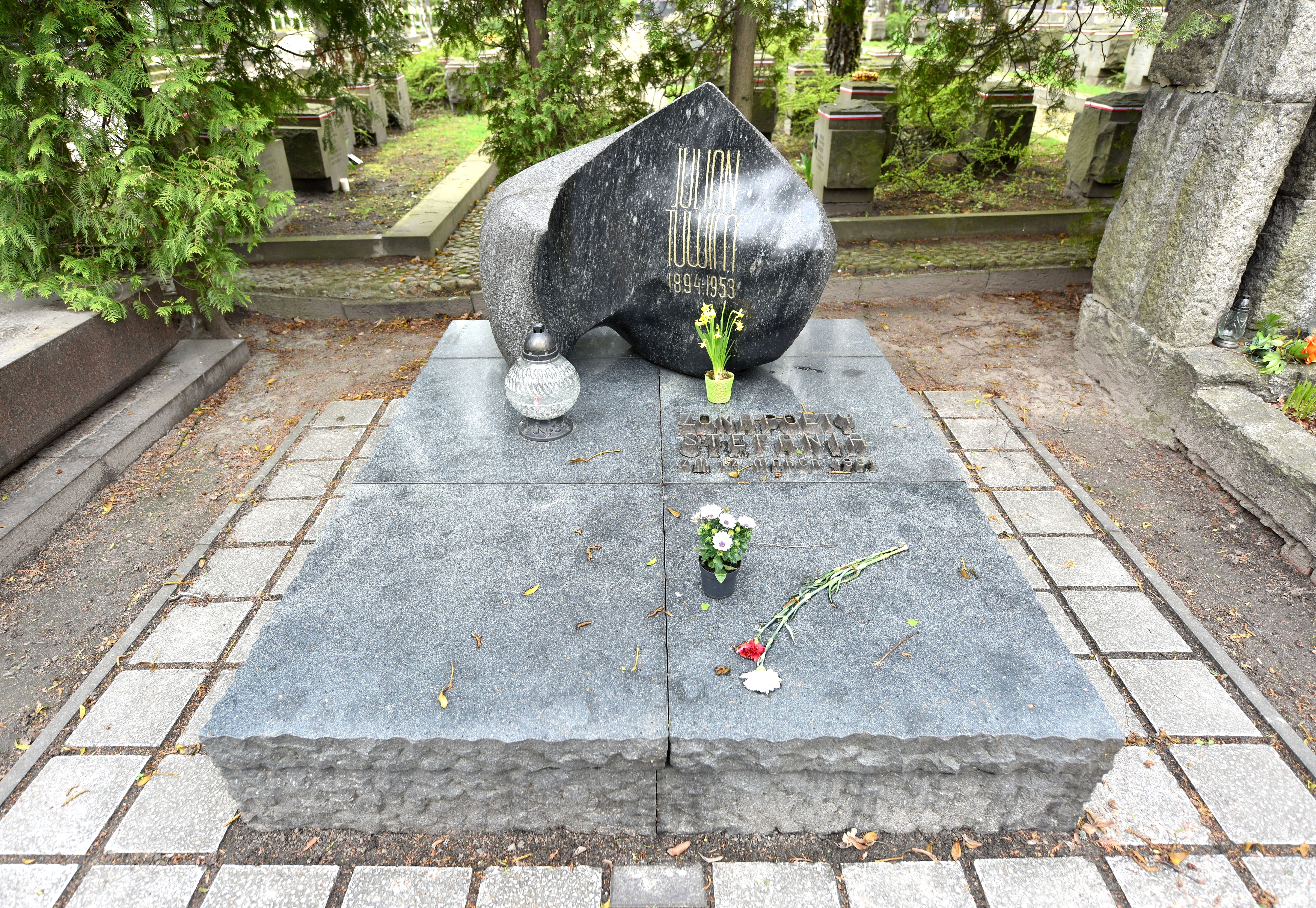
Grób Juliana Tuwima i jego żony Stefanii na Cmentarzu Wojskowym na Powązkach w Warszawie

Julian Tuwim (ur. 13 września 1894 w Łodzi, zm. 27 grudnia 1953 w Zakopanem) – polski poeta, pisarz, autor wodewili, skeczy, librett operetkowych i tekstów piosenek; jeden z najpopularniejszych poetów dwudziestolecia międzywojennego. Współzałożyciel kabaretu literackiego „Pod Picadorem” i grupy poetyckiej „Skamander”. Bliski współpracownik tygodnika „Wiadomości Literackie”. Tłumacz poezji rosyjskiej, francuskiej, niemieckiej oraz łacińskiej. Brat polskiej literatki i tłumaczki Ireny Tuwim, kuzyn aktora kabaretowego i piosenkarza Kazimierza „Lopka” Krukowskiego oraz aktora Włodzimierza Boruńskiego.
Podpisywał się ponad czterdziestoma pseudonimami m.in. Oldlen, Tuvim, Schyzio Frenik, Jan Wim, Pikador, Roch Pekiński, Owóż, Czyliżem, Atoli, Wszak, On-że, Folcio-Berżer, Mulek Róż, Gibz i Marmureg, Peer, Tik, Mik i Optyk, Quis, Korek i Amorek, Dr Jodocus, Dr Moraviglio, Dr Pietraszek, dr Zajączkowski, Dyzio, T. Slaz, Teofil, Torreador, Sigma, Twardzioch, St. Brzost, Jerzy Wł. Urbański, Robert Galant, Alcybiades Kminek, Ariostefanes, Old Ack, Julian Rozbij Tuwicki, Fra Filippo Sconoppi, Harryman, I. Dem, Ikacy Ikacewicz początkujący poeta, Barbiere di Varsavia, Prof. Baltazar Dziwacki, Profesor Ptaszek, Edumion, Stary małpiarz, Tandal Endymion, Zenon Pseudeckq, Madam Ickiewicz.

## Życiorys

### Lata młodości (1894–1916)
Urodził się w Łodzi, przy ul. Widzewskiej 44 (obecnie Kilińskiego 46), w mieszczańskiej rodzinie zasymilowanych Żydów Izydora i Adeli Tuwimów. W latach 1904–1914 uczęszczał do Męskiego Gimnazjum Rządowego w Łodzi. Na początku uczył się słabo, nie okazywał zainteresowania przedmiotami ścisłymi, zwłaszcza matematyką, przez co powtarzał szóstą klasę.
Zadebiutował w 1911 przekładem na esperanto wierszy Leopolda Staffa, którego twórczością inspirował się od młodości (pisał o tym w swych pamiętnikach). W 1913 miał miejsce jego właściwy debiut poetycki, wiersz Prośba opublikowany został w „Kurierze Warszawskim”. Utwór poeta podpisał inicjałami St. M., poznanej w 1912, swojej przyszłej żony Stefanii Marchwiówny.

### Pobyt w Warszawie (1916–1939)
W 1916, z myślą rozpoczęcia studiów, przeniósł się do Warszawy. Studiował prawo i filozofię na Uniwersytecie Warszawskim (1916–1918). Ukończył jedynie jeden semestr studiów. 
W trakcie studiów rozpoczął współpracę z czasopismem Pro Arte et Studio. Publikował w czasopismach: „Zdrój” (1919), „Naród” (1920-1921), „Kurier Polski” (1920-1923), „Skamander” (1920-1928, 1935-1939), „Pani” (1922-1925), „Wiadomości Literackie” (od 1924), „Cyrulik Warszawski” (1926-33), „Ilustrowany Kurier Codzienny” (1929-1933), „Szpilki” (1936-39). W latach 1925-1926 razem z Mieczysławem Grydzewskim i Antonim Bormanem wydawał magazyn ilustrowany „To-To”. Był w zespole redakcyjnym miesięcznika „Szpargały” (od 1934).
Tworzył teksty dla kabaretów: Miraż (1916-1919), Czarny Kot (1917-1919), Argus (1918), Sfinks (1918), Qui Pro Quo (1919-32), Banda (1932-34), Cyganeria (od 1924), Stara Banda (1934-1935), Cyrulik Warszawski (1935-39). 
Był jednym z założycieli grupy poetyckiej Skamander w 1916. Pisał teksty do programów Teatru Sfinks. W latach 1922-1930 wspólnie z Antonim Słonimskim i Janem Lechoniem pisał szopki polityczne. Od 1927 roku współpracował z Polskim Radiem (od 1935 był kierownikiem artystycznym działu humoru).
W czasie wojny polsko-bolszewickiej pracował w Biurze Prasowym Józefa Piłsudskiego. 
Członek założyciel Związku Artystów i Kompozytorów Scenicznych (ZAiKS) (od 1932 członek zarządu). Od 1920 członek ZZLP (Związek Zawodowy Literatów Polskich). Należał do PEN Clubu.

### Życie na obczyźnie (1939–1946)
W 1939 wyemigrował przez Rumunię, Włochy do Francji. Wspólnie z Janem Lechoniem, Antonim Słonimskim, Kazimierzem Wierzyńskim oraz Mieczysławem Grydzewskim (określanymi jako poeci satelici) spotykali się w paryskiej kawiarni Café de la Régence.
W obliczu upadku Francji (1940) i osobistego zagrożenia, Tuwim i Lechoń udali się przez Hiszpanię do Lizbony, a następnie do Rio de Janeiro, gdzie dołączył do nich Kazimierz Wierzyński. Ostatecznie wspólnie też wyjechali do Nowego Jorku, gdzie poeta mieszkał przez blisko pięć lat (1942–1946).
Tuwim i Oskar Lange pisali dla pism „Nowa Polska” oraz „Robotnik”, natomiast Wierzyński i Lechoń utworzyli „Tygodnik Polski”. Z kolei Grydzewski wyjechał do Londynu, gdzie pozostał redaktorem naczelnym demokratyczno-liberalnego tygodnika „Wiadomości Polskie, Polityczne i Literackie”, a po wojnie „Wiadomości”, odpowiednika krajowych „Wiadomości Literackich”. Członkowie grupy poetyckiej „Skamander” stanowili pierwszą, wielką falę emigracji polskich literatów i poetów.
W czasie okupacji niemieckiej całość twórczości Tuwima trafiła na niemieckie listy proskrypcyjne jako szkodliwa i niepożądana, z przeznaczeniem do zniszczenia.

### Ostatnie lata w Polsce (1946–1953)
Do Polski Tuwim wrócił w czerwcu 1946 i stał się osobą chronioną, adorowaną i uprzywilejowaną przez ówczesne władze. Zamieszkał w domu przy ul. Wiejskiej 14. Został okrzyknięty poetą państwowym. W tym samym roku Tuwimowie adoptowali córkę Ewę. W latach 1947–1950 pełnił funkcję kierownika artystycznego Teatru Nowego. W listopadzie 1949 został członkiem Ogólnokrajowego Komitetu Obchodu 70-lecia urodzin Józefa Stalina. Po wojnie Tuwimowie otrzymali dom w Aninie przy ul. Zorzy 19, gdzie mieszkali wraz z Ireną Tuwim (siostrą poety). Dom ten po śmierci Tuwima nabył Piotr Jaroszewicz.
W ostatnich latach życia stworzył niewiele wierszy; czasami tylko ulegał prośbom zaprzyjaźnionych redaktorów, potrzebujących wierszy na rocznicowe okazje. Pisał prywatnie (bez publikowania). Do końca zajmował się też tłumaczeniami i zbieraniem kuriozów literackich, które publikował w miesięczniku „Problemy” w cyklu „Cicer cum caule”. W 1949 zredagował antologię Polska nowela fantastyczna.

## Rodzina
Ojciec poety, Izydor Tuwim (ur. 22 lipca 1858 w Kalwarii, zm. 1935), ukończył szkołę w Królewcu, następnie studiował w Paryżu, znał kilka języków obcych. Był urzędnikiem oddziału łódzkiego Azowsko-Dońskiego Banku Handlowego. Zmarł w 1935 i jest pochowany na Nowym cmentarzu żydowskim w Łodzi.
Matka, Adela z Krukowskich (ur. 9 stycznia 1872 w Mariampolu, zm. 1942), była córką właściciela drukarni, pochodziła z rodziny inteligenckiej, jej czterej bracia byli adwokatami oraz lekarzami. Po śmierci męża popadła w poważną chorobę psychiczną, próbowała popełnić samobójstwo. Ostatni okres życia spędziła w szpitalu dla psychicznie chorych w Otwocku. Podczas likwidacji otwockiego getta została zastrzelona przez Niemców 19 sierpnia 1942. Pierwotnie pochowana w Otwocku, w masowym grobie. Odnalezione w Otwocku ciało matki Julian Tuwim ekshumował i złożył na Nowym cmentarzu żydowskim w Łodzi, gdzie wcześniej pochowany został jego ojciec.

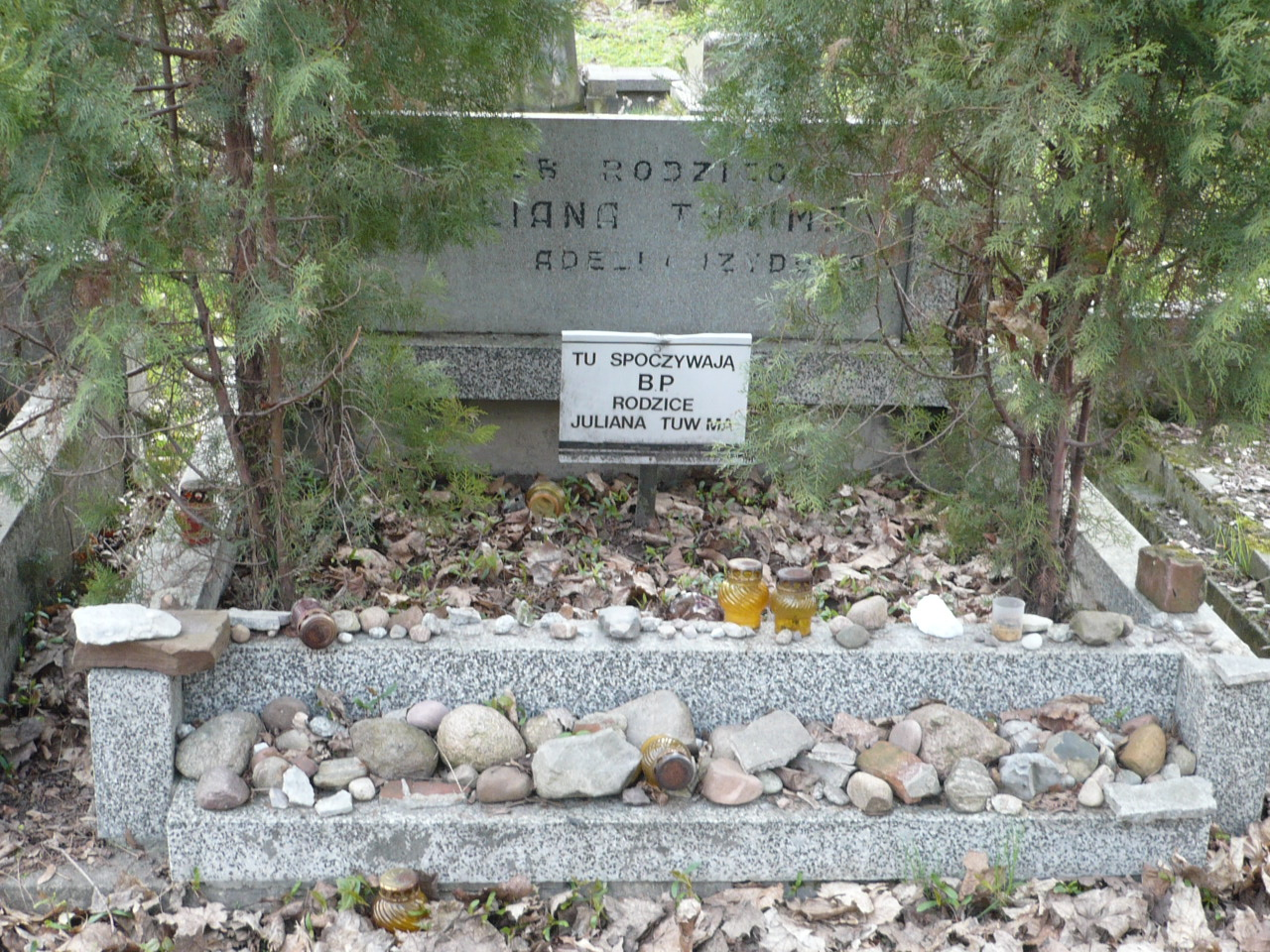
Pomnik (drugi, z l. 194... – 2013) na grobie rodziców Juliana Tuwima – Adeli i Izydora na cm. żydowskim w Łodzi przy ul. Brackiej; kwatera „Lewa F”

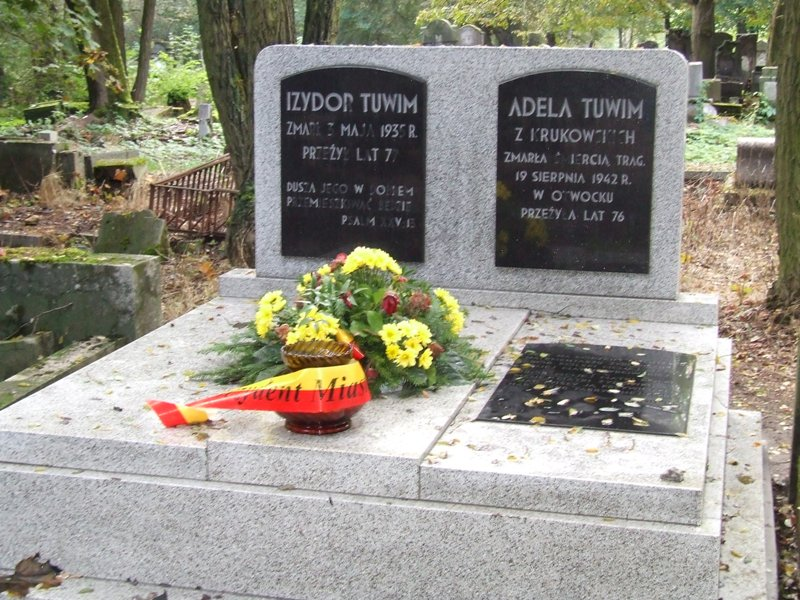
Aktualny (trzeci), od 2013 r., pomnik na grobie rodziców J. Tuwima

W 2013, z okazji obchodów „Roku Tuwima”, jako jeden z jego istotnych elementów, władze Łodzi sfinansowały prawie dokładną rekonstrukcję pierwotnego – przedwojennego – pomnika na grobie ojca J. Tuwima. 
Julian Tuwim poślubił Stefanię Marchew (1894–1991) 30 kwietnia 1919 r. w Wielkiej Synagodze w Łodzi.
Po powrocie z emigracji adoptowali z otwockiego domu dziecka córkę Ewę, która w 2006 r. założyła „Fundację im. Juliana Tuwima i Ireny Tuwim”. Celem Fundacji jest udzielanie pomocy niepełnosprawnym i nieuleczalnie chorym dzieciom oraz niepełnosprawnej i nieuleczalnie chorej młodzieży, a także sprawowanie opieki nad dorobkiem artystycznym poety oraz jego siostry.

## Stan zdrowia
Julian Tuwim nosił przez całe życie nieusuwalne duże znamię na lewym policzku, tzw. myszkę. Przez znaczną część swego życia cierpiał na zaburzenia nerwicowe (agorafobia, nerwica wegetatywna) i depresję, które ograniczały jego normalne funkcjonowanie i pracę. Jedną z przyczyn jego problemów zdrowotnych był alkoholizm. W atmosferze nasilających się ataków antysemickich wymierzonych w Tuwima, poeta zaczął cierpieć na agorafobię. Pierwszy atak agorafobii miał miejsce w 1932 roku, kolejne ataki pojawiały się coraz częściej, przez co w pewnych okresach Tuwim miewał problem z opuszczeniem mieszkania. Do tego przeszedł ciężką operację wrzodów żołądka, a jego nerwica lękowa zaczęła się nasilać. Dodatkowym obciążeniem były problemy rodzinne: śmierć ojca i postępująca choroba matki. W 1936 r. podjął leczenie w Bad Gräfenberg (dzisiejsze Lázně Jeseník) metodą Vincenza Priessnitza.

## Śmierć
Zmarł 27 grudnia 1953 w pensjonacie ZAiKS-u „Halama” w Zakopanem. Według Mariusza Urbanka, autora monografii pt. Tuwim: Wylękniony bluźnierca, przyczyną śmierci poety był wylew krwi do mózgu. 
Został pochowany w Alei Zasłużonych na Cmentarzu Wojskowym na Powązkach w Warszawie (kwatera A24-tuje-14/15). W imieniu władz PRL przemówienie pożegnalne na pogrzebie wygłosił minister kultury i sztuki Włodzimierz Sokorski.

## Twórczość
Był autorem tekstów kabaretowych, rewiowych i librecistą oraz autorem tekstów politycznych. Był współautorem i redaktorem pism literackich i satyrycznych (Skamander, Wiadomości Literackie, „Cyrulik Warszawski”). Tłumacz literatury rosyjskiej, m.in. Aleksandra Puszkina (Jeździec miedziany, Połtawa), Władimira Majakowskiego (Obłok w spodniach). Był autorem popularnych wierszy dla dzieci, m.in. Lokomotywa, Ptasie radio, Pan Hilary, Słoń Trąbalski, Bambo. Był bibliofilem i kolekcjonerem kuriozów (Czary i czarty polskie, Pegaz dęba, Cicer cum caule).
Znany był ze swojego specyficznego humoru objawiającego się bystrością umysłu i świeżością. Świeżości tej szukał najczęściej w języku – głównym orężu modernizmu, a szczególnie postmodernizmu. Swe badania językowe rozpoczął od nauki esperanto jeszcze w latach gimnazjalnych. Tłumaczone na esperanto wiersze Staffa, a także Testament mój (Mia testamento) Juliusza Słowackiego i inne wiersze zostały opublikowane na łamach „Esperantysty Polskiego” („Pola Esperantisto”). W późniejszych badaniach nad językiem tworzył neologizmy. Podobnie jak B. Leśmian, A. Wat i S. Młodożeniec, tworzył tak zwany język pozarozumowy (zaum), którego poznanie miało być aprioryczne i zgodne ze skojarzeniami każdego odbiorcy. Próby te wyraził w Słopiewniach.
Poezja Tuwima uważana jest za jedną z najtrudniejszych ze względu na częste gry słów, zwielokrotnienia znaczeń jednego wyrazu poprzez inne, nie zawsze jasne podkreślenia niektórych słów w zdaniu jakby było ono niedokończone. Ogromna giętkość i błyskotliwość tego języka przyjmuje często koloryt humorystyczny, jak w Balu w Operze. Słowa przyjmują cechy opisywanej rzeczywistości (np. mistrzowsko zastosowana została rytmika i szelest polskich słów w Lokomotywie, przez co jest to wiersz-onomatopeja).
Oprócz dzieł charakteryzujących się niebywałym pięknem i kulturą słowa, Julian Tuwim tworzył także wiersze pisane językiem potocznym (np. Do prostego człowieka), czy wprost wulgarnym (np. Wiersz, w którym autor grzecznie, ale stanowczo uprasza liczne zastępy bliźnich, aby go w dupę pocałowali, czy Bal w operze).
Jedynym właścicielem autorskich praw majątkowych wszystkich utworów poety oraz jego siostry Ireny Tuwim-Stawińskiej jest Fundacja im. Juliana Tuwima i Ireny Tuwim, założona w 2006 r., przez córkę Tuwima Ewę Tuwim-Wozniak.

## Narodowość
Dla polskich antysemitów, szczególnie w okresie międzywojennym, na zawsze pozostał Żydem i jako taki był w tym czasie przedmiotem brutalnych ataków. Zarzucano mu „zażydzanie” polskiej literatury: „Tuwim nie pisze po polsku, lecz tylko w polskim języku (...), a jego duch szwargoce” („Prosto z mostu”, publikacje w latach 1930). Nazywano go gudłajskim Mickiewiczem. Natomiast dla wielu Żydów był zdrajcą, który wybrał polskość. Tuwim zmagał się z tą swoją podwójną tożsamością przez całe życie. Pisał o tym wielokrotnie przed wojną, choćby w wierszu dedykowanym Stanisławowi Piaseckiemu „Poeta zazdrości pewnemu literatowi imieniem Staś, że jest Sarmatą; on zaś, nieszczęsny poeta, żydem parchatym jest. Takoż obojej stron żywot wiernie opisany”, który ukazał się na łamach „Szpilek”.
Konsekwentnie odmawiano wyboru Tuwima do Polskiej Akademii Literatury ze względu na pochodzenie,  w 1938 r. prezes akademii Wacław Sieroszewski wprost apelował o zignorowanie Tuwima. Przed II wojną światową Tuwim opowiadał się za asymilacją Żydów.
Najmocniej problem swojej tożsamości narodowej poruszył w manifeście „My, Żydzi Polscy” opublikowanym w sierpniu 1944 r. w Londynie, w którym mówi „[j]estem Polakiem, bo mi się tak podoba”, ale pisze także, że jest Żydem, gdyż czuje więź ze wszystkimi, którzy zginęli w Zagładzie. Problem swojej tożsamości narodowej J. Tuwim poruszył także m.in. w pierwszych wersach wiersza napisanego z okazji pochowania matki na łódzkim cmentarzu żydowskim („Matka”): Jest na łódzkim cmentarzu, / Na cmentarzu żydowskim, / Grób polski mojej matki, / Mojej matki żydowskiej. (...).
Swoistym manifestem związków ze społecznością żydowską, a także poparciem dla idei syjonistycznej było przyjęcie w 1948 r. przez Tuwima funkcji prezesa Towarzystwa Przyjaciół Uniwersytetu Hebrajskiego w Jerozolimie.

## Najważniejsze dzieła
- Juwenilia (1911–1918) – wczesne próby poetyckie, sam Tuwim nigdy ich nie wydał[30].
- Czyhanie na Boga (1918)
- Sokrates tańczący (1920)
- Siódma jesień (1922)
- Pogrzeb prezydenta Narutowicza (1922)
- Wierszy tom czwarty (1923)
- Czary i czarty polskie (1924)
- Wypisy czarnoksięskie (1924)
- A to pan zna? (1925)
- Czarna msza (1925)
- Tysiąc dziwów prawdziwych (1925)
- Słowa we krwi (1926)
- Tajemnice amuletów i talizmanów (1926)
- Strofy o późnym lecie
- Rzecz czarnoleska (1929)
- Do prostego człowieka (1929)
- Jeździec miedziany (1932, przekład Puszkina)
- Biblia cygańska i inne wiersze (1932)
- Jarmark rymów (1934)
- Polski słownik pijacki i antologia bachiczna (1935)
- Bambo (1935)
- Treść gorejąca (1936)
- Lutnia Puszkina (1937)
- Rzepka (1938)
- Bal w Operze (1936, wyd. 1946)
- Wiersz, w którym autor grzecznie, ale stanowczo uprasza liczne zastępy bliźnich, aby go w dupę pocałowali (1937)
- Lokomotywa (1938)
- Kwiaty polskie (1940–1946, wyd. 1949)
- Pegaz dęba, czyli panopticum poetyckie (1950)
- Piórem i piórkiem (1951)
- Cicer cum caule (1949–1953)

## Ordery i odznaczenia
- Krzyż Wielki Orderu Odrodzenia Polski (pośmiertnie, 29 grudnia 1953)[31][32]
- Order Sztandaru Pracy I klasy (22 lipca 1949)[33]
- Krzyż Komandorski Orderu Odrodzenia Polski (17 maja 1946)[34]
- Złoty Wawrzyn Akademicki (5 listopada 1935)[35]

## Nagrody i wyróżnienia
- Nagroda Państwowa I stopnia (1952)
- Nagroda Miasta Łodzi – nagroda literacka za całokształt działalności pisarskiej na polu literatury (1928)[36]
- Nagroda Miasta Łodzi – nagroda literacka za całokształt twórczości poetyckiej (1949)[36].
- Nagroda polskiego PEN Clubu (1935)
- Doktorat honoris causa Uniwersytetu Łódzkiego (1949)[37]
- Uchwałą Sejmu RP VII kadencji z 7 grudnia 2012 rok 2013 ogłoszony został Rokiem Juliana Tuwima[38][39]

## Tuwim w piosenkach

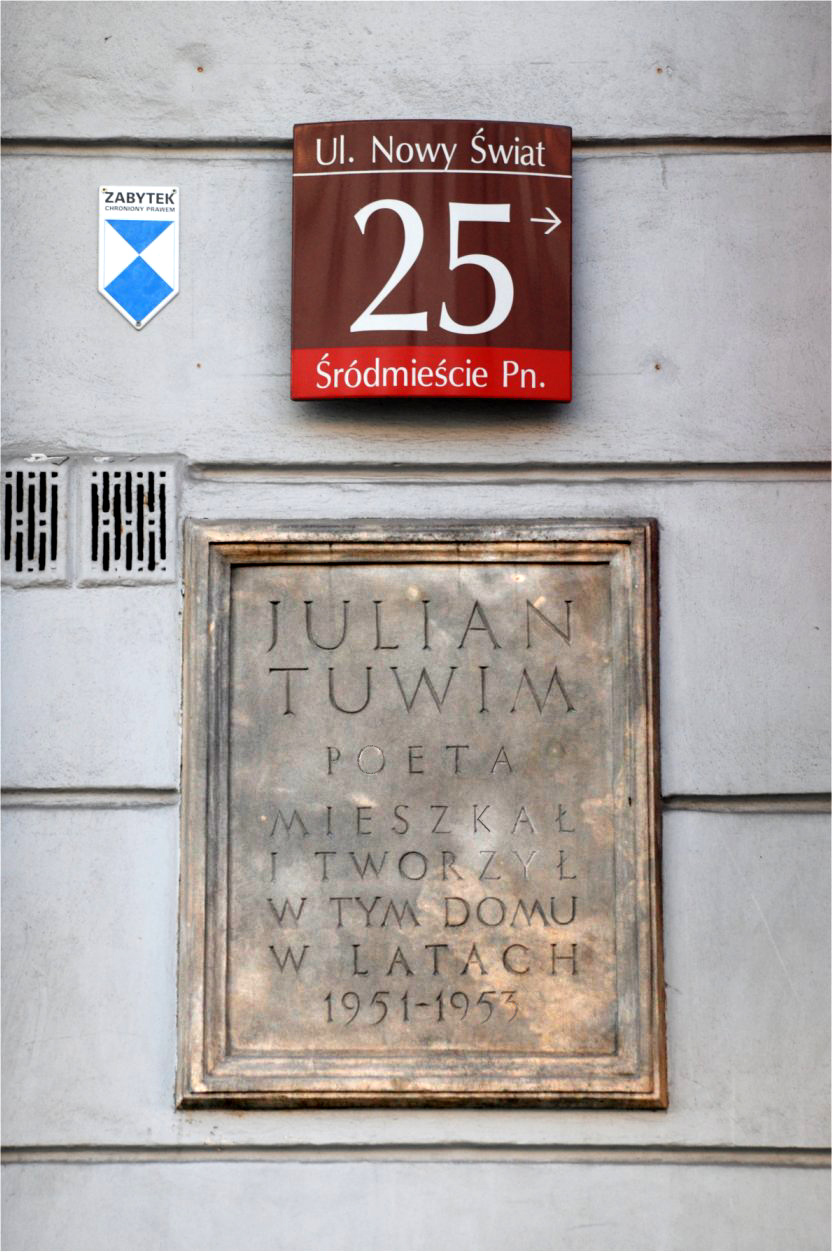
Tablica pamiątkowa w Warszawie przy ul. Nowy Świat 25

Piosenki powstałe na podstawie utworów Juliana Tuwima, bądź specjalnie pod tym kątem napisane przez autora (alfabetycznie):
- Absztyfikanci Grubej Berty, piosenkę wykonał zespół Bez Jacka
- Berlin 1913, śpiewa do muzyki własnej Leszek Długosz, utwór wykonał również Jakub Blokesz
- Całujcie mnie wszyscy w dupę, Fokus w ramach projektu Poeci
- Chrystus miasta, Buldog na płycie Chrystus miasta
- Co nam zostało z tych lat?, śpiewa Chór Dana, Mieczysław Fogg
- Do prostego człowieka, piosenkę nagrały zespoły Liberum Veto, Włochaty oraz Akurat
- Do generałów, Buldog, na płycie Chrystus miasta
- Figielek, kompozycja Miłosz Bembinow, śpiewa Magda Polańska, chórki Agatka Chodyra
- Grande valse brillante (fragm. poematu Kwiaty polskie), muz. Z. Konieczny, śpiewa Ewa Demarczyk, ostatnio J. Steczkowska, J. Radek, Michał Bajor
- Humoreska, Buldog, na płycie Laudatores Temporis Acti
- Ja śpiewam piosenki, Hanka Ordonówna, Barbara Muszyńska, Halina Kunicka oraz Violetta Villas
- Jeżeli, śpiewa Czesław Niemen
- Kamienice, Buldog, na płycie Chrystus miasta
- Kobiece, śpiewa K. „Grabaż” Grabowski z zespołem Strachy na Lachy
- Kotek, kompozycja Miłosz Bembinow, śpiewa Magda Polańska i Iza Sobieraj
- Litania, Stan Borys, Buldog, na płycie Laudatores Temporis Acti
- Lokomotywa, Trudny rachunek, Dwa Michały, muzyka Jarek Kordaczuk, śpiewa Basia Raduszkiewicz[40]
- Lokomotywa, wykonuje Lilu w ramach projektu Poeci
- Miejscowa idiotka z tutejszym kretynem, muzyka i śpiew Grzegorz Turnau[41]
- Mieszkańcy, Buldog, na płycie Chrystus miasta
- Miłość ci wszystko wybaczy, muz. Henryk Wars, śpiewa Hanka Ordonówna, Jerzy Czaplicki, ostatnio również m.in. Kayah, Tatiana Okupnik
- Na pierwszy znak, śpiewa Hanka Ordonówna, ostatnio Czarno-Czarni
- Nędza, Buldog, na płycie Chrystus miasta
- Niczyj, Stan Borys, Buldog, na płycie Laudatores Temporis Acti oraz Stan Borys
- Noc ubogiego człowieka, śpiewa Stan Borys
- O chorym synku, Buldog, na płycie Chrystus miasta
- Ostry erotyk, Buldog, na płycie Chrystus miasta
- Pan Hilary, Lil Gruby
- Pomarańcze i mandarynki (wiersz pt. Sen złotowłosej dziewczynki), śpiewa Marek Grechuta
- Pokoik na Hożej, śpiewa Zofia Terné, Hanna Orsztynowicz
- Tomaszów, muz. Z. Konieczny, śpiewa Ewa Demarczyk, ostatnio J. Radek, Marysia Sadowska
- Trawa, Wagabunda, ZHP; także zespół Pustki na albumie Kalambury
- Ty, Buldog, na płycie Chrystus miasta
- Venus, Buldog, na płycie Laudatores Temporis Acti
- Wspomnienie, muz. M. Sart, śpiewa Czesław Niemen, Grzegorz Turnau, Janusz Radek, Kobranocka
- Wygon, Łąki Łan na płycie Łąki Łanda
- Z wierszy o państwie I–IV, Buldog, na płycie Laudatores Temporis Acti
- Zadymka, muz. Jan Kanty Pawluśkiewicz, śpiewa Marek Grechuta i zespół Anawa, ostatnio Grzegorz Turnau, na płycie Historia pewnej podróży
- Zawieja, muz. Andrzej Zieliński – Skaldowie, na płycie Od wschodu do zachodu słońca
- Zmęczony burz szaleństwem..., śpiewa Stan Borys
- Znów to szuranie, L.U.C. w ramach projektu Poeci
- Żandarm, zespół Hańba!
- Życie moje, śpiewa Stan Borys

W 2008 r. nakładem wytwórni muzycznej 4ever Music ukazała się składanka Co nam zostało z tych lat? Piosenki Juliana Tuwima.
W 2011 r. ukazała się płyta CD „Tuwim dla dorosłych. Piosenki ze spektaklu” (wyd. Teatr Muzyczny Roma). Kompozytorami muzyki do wierszy wykorzystanych w spektaklu byli: Leszek Możdżer, Jacek Kita, Jerzy Satanowski, Zygmunt Konieczny, Władysław Dan, Tadeusz Muller, Władysław Bugajski, Włodzimierz Korcz, Marcin Partyka i Krzysztof Łochowicz. Spektakl miał premierę w 2011 r. w Teatrze Muzycznym „Roma” (Nova Scena) w Warszawie.

## Pieśni, utwory kameralne i symfonie do wierszy Tuwima
- Karol Szymanowski – Słopiewnie na głos i fortepian op. 46bis (1921)
- Witold Lutosławski – Piosenki dziecinne na głos i fortepian: Taniec, Rok i bieda, Kotek, Idzie Grześ, Rzeczka, Ptasie plotki (1947); także w oprac. na głos i orkiestrę (1952)
- Witold Lutosławski – Spóźniony słowik na głos i fortepian (1947) lub głos i orkiestrę kameralną (1952)
- Witold Lutosławski – O Panu Tralalińskim na głos i fortepian (1947) lub głos i orkiestrę kameralną (1952)
- Henryk Mikołaj Górecki – Ptak, nr 3 z cyklu Trzy pieśni op. 3 (1956)
- Henryk Mikołaj Górecki – Pieśni o radości i rytmie op. 7 (1956/1960), zatytułowane cytatem z Tuwima
- Henryk Mikołaj Górecki – Epitafium op. 12 na chór i orkiestrę do ostatnich słów poety (1958)
- Józef Świder – Przypomnienie na sopran lub tenor z fortepianem (1955)
- Józef Świder – Cuda i dziwy na chór mieszany a cappella (1963)
- Józef Świder – Gabryś na chór mieszany a cappella (1963)
- Józef Świder – Śląsk śpiewa na chór mieszany a cappella (1968)
- Krzysztof Meyer – Quartettino na sopran, flet, wiolonczelę i fortepian (1966)[43]
- Krzysztof Meyer – II Symfonia, do fragmentu Biblii cygańskiej (1967)
- Krzysztof Meyer – Śpiewy polskie na sopran i orkiestrę: Świt, Dwa wiatry, Rzeź brzóz, Akacje, Motyle, Suma jesieni (1974)

## Miejsca w Łodzi związane z Tuwimem
- ul. Piotrkowska 104 – Pomnik „Ławeczka Tuwima”
- ul. Legionów 2 – rzeźba „Dupa Tuwima”[44]
- ul. Stanisława Moniuszki 4A – „Popiersie Juliana Tuwima”
- ul. Widzewska 44 – miejsce urodzenia (obecnie ul. Jana Kilińskiego 46)
- Pasaż Szulca 5 (obecnie al. 1 Maja) – kamienica, w której mieszkał w młodości
- ul. Dzielna 50 (obecnie ul. Gabriela Narutowicza 56) – kamienica, w której mieszkał w młodości
- ul. Andrzeja 40 (obecnie ul. Andrzeja Struga 42) – kamienica w której mieszkał
- ul. Mikołajewska 46 (obecnie ul. Henryka Sienkiewicza) – adres Gimnazjum Męskiego, do którego uczęszczał (obecnie III Liceum Ogólnokształcące im. T. Kościuszki)
- cmentarz żydowski przy ul. Brackiej – można tu znaleźć mogiłę rodziców Tuwima
- Pałac Młodzieży im. Juliana Tuwima w Łodzi, w latach 1964–1996, przy ul. Moniuszki 4a (d. gmach YMCA), następnie na osiedlu Retkinia, przy al. Wyszyńskiego 86[45].

### Pozostali Skamandryci
- Antoni Słonimski
- Jarosław Iwaszkiewicz
- Kazimierz Wierzyński
- Jan Lechoń

### Inne
- Polscy autorzy palindromów